# Clodovil (Rede Mulher)
Clodovil foi um programa de televisão do tipo variedades, apresentado por Clodovil Hernandes e exibido durante dois períodos na extinta Rede Mulher, primeiro entre outubro de 1995 e março de 1996 e, depois, brevemente no início de 1999.

## Clodovilde 1995 a 1996
Em agosto de 1995, após se afastar e processar a CNT, Clodovil foi anunciado como uma das novas atrações da Rede Mulher, de São Paulo. Em outubro daquele ano, ele assinou contrato com a Rede Mulher, ao mesmo tempo em que voltava à alta costura após uma pausa, transparecendo uma nova aparência e um estilo novo e "espiritualizado" diante das câmeras e dos telespectadores. Dizia-se que ele, em entrevista à Hebe Camargo, havia "reconhecido seus erros" e estava disposto a acrescentar coisas boas nas vidas das pessoas. Em dezembro de 1995, o apresentador foi elogiado por crítico em sua atuação mais "sóbria" e profissional no Rede Mulher: "o veneno continua, só que melhor dosado, sem baixarias".
Era dirigido por Eduardo Sidney, que já havia dirigido um outro programa homônimo de Clodovil na Rede Bandeirantes, em 1983, e contava com a supervisão de Waldemar de Moraes.
Para ser sintonizado, o programa era transmitido via antena UHF, que era uma novidade e pouco usada em meados da década de 1990 no Brasil.

### Episódios
O programa inaugural de Clodovil foi realizado com entrevistas de Clodovil com a atriz Bia Seidl; em outro episódio, ele entrevistou Fernanda Montenegro e Fernando Torres; também entrevistou a cantora Cláudya e o então ex-ministro Antônio Cabrera Mano Filho. Em 13 de fevereiro de 1996, Clodovil recebeu Carlos Alberto de Nóbrega. Também entrevistou o crítico musical Paulo Cavalcanti.

### Fim
Em fevereiro de 1996, Clodovil já havia confirmado como "certa" sua reaproximação com a CNT, gravando os últimos episódios de seu programa na Rede Mulher. Em abril de 1996, Clodovil estava à procura de outra emissora, depois que o programa Clodovil ficou quatro meses no ar na Rede Mulher e que ele não teve seu contrato renovado. Surgiram então boatos de que iria ganhar um programa semanal na mesma casa, mas nada foi concretizado e e ele montou um grande barraco por isso. Na época, a Rede Mulher, não conseguindo obter suas cotas de patrocínio no programa Clodovil, fez pesquisa por meio de agência de publicidade, que apurou que o apresentador era "carta fora do baralho"; em contrapartida, Clodovil encomendou pesquisa própria e apurou que o sentimento do público com ele era "8 ou 80, amor ou ódio". Em julho de 1996, Clodovil finalmente conseguiu um novo programa seu, Retratos, na CNT.

## Clodovilde 1999
Em março de 1999, então fora da televisão desde Clodovil Soft na Rede Bandeirantes, Clodovil ganhou novamente um programa só seu na Rede Mulher (então canal 42 UHF), o qual seguiu com o mesmo nome, Clodovil, mas exibido diariamente das 21h50 até 23h. A nova versão tinha uma configuração bem diferente da anterior, pois incluia um divã e um cenário imitando uma praia com coqueiros, uma "ilha da fantasia", em reverência à Ubatuba (onde Clodovil tinha residência).  
No começo de cada entrevista, o convidado era questionado por Clodovil se queria uma entrevista "com ele" (na qual ia para o divã numa sessão de "abrir gavetas") ou "sobre ele" (sentado numa cadeira para falar de "banalidades", mas sem escapar de certos assuntos). Cada episódio do programa recebia dois convidados, pelo menos um ligado à música/canto, que era acompanhado do pianista Marcos Romera. Além disso, os entrevistados de Clodovil tinham apenas dois minutos ao final do programa para falarem algo que nunca havia sido permitido a eles. Segundo Clodovil, a "cláusula principal do contrato dele era a liberdade de expressão", tanto para ele como para os convidados.

### Fim
Em 25 de abril de 1999, em menos de dois meses no novo programa, Clodovil Hernandes foi demitido da Rede Mulher, após a emissora ter sido adquirida pela Igreja Universal do Reino de Deus, do bispo Edir Macedo, a qual não enxergava o programa de Clodovil "enquadrado" na linha proposta por ele. Os episódios que já estavam gravados foram exibidos normalmente. Subsequentemente, Clodovil ficou desempregado, sem trabalho na televisão, mas voltando à costura em seu ateliê e participando de entrevistas com Xuxa e Faustão e de um quadro de Zorra Total na TV Globo, onde trouxe grande audiência, vindo somente a ganhar um programa seu em 2001, com Clodovil Frente e Verso, na CNT. 